# 黄凌镇
黄凌镇為中国广西博白县下辖的一个镇。位于博白县的东部，东与陆川县的乌石镇、横山镇接壤，西与本县的三滩镇相邻，南与本县的凤山镇相接。下辖五个村委会：黄凌村委会、而水村委会、凌清村委会、社角村委会、白流村委会。境内丘陵起伏，镇人民政府位于丘陵中间的Y形谷地，圩街沿着Y形谷地两河相会而形成的河岸铺开。黄凌镇是博白县为数不多的纯客家镇之一。

## 人口、语言
根据中华人民共和国第五次人口普查数据:黄凌镇人口为18788。由于黄凌镇是博白县为数不多的纯客家镇，镇内通行客家话。

## 特产、矿藏
主要种植水稻，产八角、杨梅、荔枝、淮山、龙眼及加工后的元肉（即桂圆）。其中以杨梅为一最。矿藏为金、银、铜、大理石等等

## 重大事件
在海内外影响比较大的有黄凌镇六合彩事件。

## 行政区划
黄凌镇下辖以下地区：
黄凌村、而水村、凌清村、社角村和白流村。